# Silenzio radio
Nella telecomunicazione, il silenzio radio è una situazione in cui alle stazioni radio (fisse o mobili) di una zona viene imposta l'interruzione temporanea delle trasmissioni, generalmente per motivi di sicurezza.

## Uso militare
In ambito militare, l'ordine di silenzio radio è solitamente imposto quando una trasmissione potrebbe rivelare l'esatta posizione di una truppa (tramite il contenuto della conversazione oppure tramite un'intercettazione). In casi estremi, la scelta di interrompere la comunicazione potrebbe venire dettata da esigenze di difesa.
Relativamente all'esercito britannico, l'ordine può venire imposto soltanto da un quartier generale che determina anche l'ampiezza (parziale o totale) della restrizione. È possibile, in presenza di motivi giustificati, rompere il silenzio per trasmettere un messaggio (al quale il QG può replicare in codice): terminato lo scambio di informazioni, il silenzio viene automaticamente reimposto.
Il comando d'imposizione è il seguente:

## Segretezza
Negli Stati Uniti e in altri Stati la cui lingua ufficiale è l'inglese (per esempio l'Australia, il Canada, la Nuova Zelanda e il Regno Unito) esistono codici (BEADWINDOW) che delineano le situazioni in cui il silenzio radio si rende necessario:
1. Informazioni sulla posizione
2. Informazioni sugli equipaggiamenti
3. Operazioni in corso
4. Guerra elettronica
5. Personale alleato/nemico
6. Comunicazioni di sicurezza
7. Circuito radiofonico errato;

## Ordini non militari
L'ordine di silenzio radio è riscontrabile anche in altri ambiti tra cui la radioastronomia, l'aviazione, la nautica e l'aeronautica. Tale imposizione agevola, infatti, il ricevimento di chiamate di soccorso senza creare un'interferenza.
Il mancato rispetto di un ordine di silenzio radio costituisce un reato in alcuni Stati.

## Alcuni ordini
- Nell'autunno del 1941 la flotta giapponese che raggiunse Pearl Harbor per sferrare l'attacco agli Stati Uniti navigò sotto silenzio radio.

- Il 2 giugno 1942, nel pieno della seconda guerra mondiale, alle 21:22 le stazioni messicane e canadesi osservarono un silenzio di circa 10' per prevenire un possibile assalto aereo.